# Vila Badoer
Vila Badoer je vila v kraju Fratta Polesine v regiji Benečija v severni Italiji. Leta 1556 ga je zasnoval italijanski renesančni arhitekt Andrea Palladio za beneškega plemiča Francesca Badoerja in zgrajen med letoma 1557 in 1563 na mestu srednjeveškega gradu, ki je varoval most čez plovni kanal. To je bilo prvič, da je Palladio uporabil svoj popolnoma razvit tempelj na fasadi vile.
Vila Badoer je od leta 1996 del Unescove svetovne dediščine Mesto Vicenza in Palladijeve vile v Benečiji.
Stavba je odprta za javnost, v enem od kril pa je Museo archeologico nazionale di Fratta Polesine, odprt leta 2009.

## Zgodovina
Leta 1554 je Palladio na južni meji ozemlja Beneške republike, v ravni in megleni pokrajini Polesine, zasnoval vilo za beneškega plemiča Francesca Badoerja, ki naj bi postala epicenter velike kmetijske posesti s skoraj petsto njivami, ki jih je je podedoval pred šestimi leti.
Vila, zgrajena in naseljena leta 1556, je torej služila za upravljanje polj in je bila hkrati viden znak tako rekoč »fevdalne« prisotnosti Badoerja na ozemlju: ni naključje, da se stavba dviga na mestu starodavnega srednjeveškega gradu. Palladio je uspel združiti te dvojne pomene v eni učinkoviti sintezi, tako da je veličastno graščino združil z dvema barchesse (kmečkima kriloma), upognjenima v polkroge, ki zastirata hleve in druge kmetijske prizidke.

## Projekt Palladia
Ni ohranjenih Palladijevih risb, ki bi se nanašale na vilo Badoer, niti nobenih opisov gradnje, razen tistih, ki jih je arhitekt objavil v svoji I quattro libri dell'architettura (1570).
Verjetno zaradi izkoriščanja podkonstrukcij srednjeveškega gradu se dvorec vile dviga na visoki kleti in spominja na precedense, kot sta Vila Medici v Poggio a Caiano Giuliana da Sangalla in nedaleč oddaljena Vila dei Vescovi na Luvigliano Giovannija Marie Falconetta. Z gradnjo na starih temeljih so prihranili denar in dali stavbi nekoliko dvignjen položaj. Zaradi tega manevra je bilo potrebno scenografsko večkrako stopnišče, ki je vodilo do vhodnih vrat vile, glavno se je spuščalo na dvorišče, stranska pa sta se povezovala z zatrepnimi zaključki barchesse. Tako ansambel spominja na strukture antičnega terasastega tempeljskega kompleksa.
Elegantne ukrivljene barchesse so edine, ki jih je izvedel Palladio od številnih projektov (na primer tistih za vilo Mocenigo na Brenti, vilo Thiene pri Cicogni ali vilo Trissino pri Meledu) in njihova oblika – kot piše Palladio – opozarja na odpiranje rok, da sprejmejo obiskovalca; ustrezen antični vir je bila zelo verjetno eksedra Avgustovega templja v Rimu. V njih so prvotno potekale kmetijske dejavnosti, saj je bila to delujoča vila, tako kot vila Emo in večina Palladijevih vil. Nenavadno med Palladijevim dokončanim delom se krila tukaj ne dotikajo vile in so postavljena nekoliko spredaj. Giorgio Vasari je menil, da so lepi in celo fantastični.
Na barchesse je Palladio uporabil toskanski red, primeren njihovi utilitarni funkciji in priložnosti, ki so jo dali za uresničitev zelo širokih medkolumnij, ki ne bi ovirale dostopa kočije. Namesto tega ima loža vile eleganten jonski red, ki poudarja njen stanovanjski, graščinski status. Vizualni poudarek celotnega kompleksa je bil osredotočen natančno na dominantno os velikega trikotnega pedimenta, podprtega z jonskimi stebri, ki nosi družinski grb, tako da so boki in zadnji del vile neartikulirani in predstavljajo preprosto utilitarni vidik. To je bilo prvič, da je Palladio uporabil svoj popolnoma razvit tempelj na fasadi vile.
Poleg tega distribucijska struktura graščine razkriva običajno Palladijevo organizacijo v navpično os, s servisnimi prostori v kletni etaži, lastnikovo bivališče na piano nobile in kaščo na podstrešju.
Načrt in višina vile Badoer, predstavljena v Palladijevih lesorezih v Quattro Libri iz leta 1570, se nekoliko razlikuje od tistega, kar je bilo tam zgrajeno. Zadnja vzpetina in portik, prikazana v knjigi, nista bila nikoli zgrajena, ni pa znano, ali sta bila med gradnjo prekinjena in ne obnovljena ali okrnjena. Puppi je predlagal, »da se je za opustitev ceremonialnih elementov na zadnji fasadi odločil mecen, ki se mu je verjetno zdel nepotreben v soočenju s praznim prostranstvom odprtega podeželja in s kratkim obsegom njegove posesti ... na to stran«.
- Pediment, viden z barchesse
- Stranska perspektiva
- Struktura strehe ukrivljene barchesse
- Pogled v notranjost lože
- Pediment

== Notranjost in dekoracija ==
Piano nobile je ohranil prvotno okrasje s freskami. Vse sobe so pokrite z ravnimi stropi, na stenah pa je neki Giallo Fiorentino oblikoval zapletene kombinacije alegoričnih figur, katerih pomen ostaja delno nejasen. Palladio je te freske omenil kot grottesche di bellissima pronatione nekega Gialla Fiorentina, čigar resnična identiteta je ostala negotova. Identifikacija Milanesija kot Jacopa Gialla, florentinskega iluminatorja, ki mu je bilo dodeljeno nekaj rokopisnega dela, je bila odpravljena z arhivskim odkritjem Lionella Puppija, da je bil Jacopo Giallo mrtev do leta 1545, trinajst let preden je bila vila zgrajena; Puppi je namesto tega ponudil nekega freskanta 'Giallo Fiorentino', pomočnika Giuseppeja Salviatija za zunanje freske v Palazzo Loredan v San Stefanu. Nedavno je bil predlagan Pier Francesco di Jacopo Foschi.
Arhitekturni kritiki, kot je Witold Rybczynski, menijo, da je notranjost razmeroma majhna in nevpadljiva v primerjavi z veličastno zunanjostjo.
- Freska Gialla Fiorentina
- Groteska
- Groteska
- Freska Gialla Fiorentina

## Ohranjanje
Stavba je v 1960-ih predana javnosti (sprva inštitutu Ville Venete, nato provinci Rovigo) in je bila popolnoma obnovljena.
Leta 1996 je UNESCO vilo Badoer uvrstil na seznam svetovne dediščine Mesto Vicenza in Palladijeve vile v Benečiji.
Stavba je odprta za javnost. Od 21. februarja 2009 je v severni barchessi vile  Museo archeologico nazionale di Fratta Polesine (Narodni arheološki muzej Fratta Polesine).